# Simon Carrington
Simon Carrington (Wiltshire, 1942) è un direttore d'orchestra, cantante e contrabbassista britannico con cittadinanza statunitense. È stato fondatore e membro per 25 anni del gruppo vocale King's Singers vincitore dell'Award; successivamente ha lavorato per 15 anni negli Stati Uniti e ora divide il suo tempo tra Londra e la Francia sudoccidentale. Parla francese e tedesco e detiene la cittadinanza britannica e americana. È padre della "musicista comica" britannica  e violoncellista Rebecca Carrington.

## Biografia

### Formazione
Carrington era corista della Christ Church Cathedral School di Oxford, si è aggiudicato una mostra musicale alla King's School di Canterbury ed ha insegnato inglese e musica al King's College di Cambridge come studioso di coro insieme alla maggior parte dei King's Singers originali. Ha completato il suo master nel 1965 e poi si è qualificato come insegnante al New College di Oxford.

### Carriera
Dal 1968 al 1993 Carrington è stato membro e condirettore dei King's Singers. Durante questo periodo è stato anche contrabbassista freelance ed è stato regolarmente invitato come artista ospite, in particolare con la BBC Philharmonic e la Monteverdi Orchestra.
È anche il cantante (non accreditato) nei titoli di coda della prima serie della sitcom della BBC del 1983, The Black Adder.
Carrington si trasferì negli Stati Uniti nel 1994 e accettò una posizione presso l'Università del Kansas e in seguito al New England Conservatory di Boston. Divenne professore di direzione alla Yale School of Music nel 2003 e fondò la Yale Schola Cantorum che diresse per sei anni. È stato nominato Professore Emerito all'Università Yale nel 2009 e ora dirige regolarmente concerti, laboratori e masterclass in tutto il mondo.